# Rubus macvaughianus
Rubus macvaughianus är en rosväxtart som beskrevs av J. Rzedowski, G. Calderón de Rzedowski. Rubus macvaughianus ingår i släktet rubusar, och familjen rosväxter. Inga underarter finns listade i Catalogue of Life.